# Braziliaanse luchtmacht
De Braziliaanse luchtmacht (Portugees: Força Aerea Brasileira, afgekort tot FAB) is de luchtmachttak van de Braziliaanse strijdkrachten. De luchtmacht staat onder bevel van de president van Brazilië. Met ruim 70.000 manschappen en 700 toestellen is de Braziliaanse luchtmacht de grootste van het zuidelijk halfrond en na de Amerikaanse luchtmacht de grootste op het Amerikaans continent. De ruggengraat wordt gevormd door F-5-straaljagers, AMX-lichte bommenwerpers en Super Tucano-lichte aanvalsvliegtuigen.

## Geschiedenis

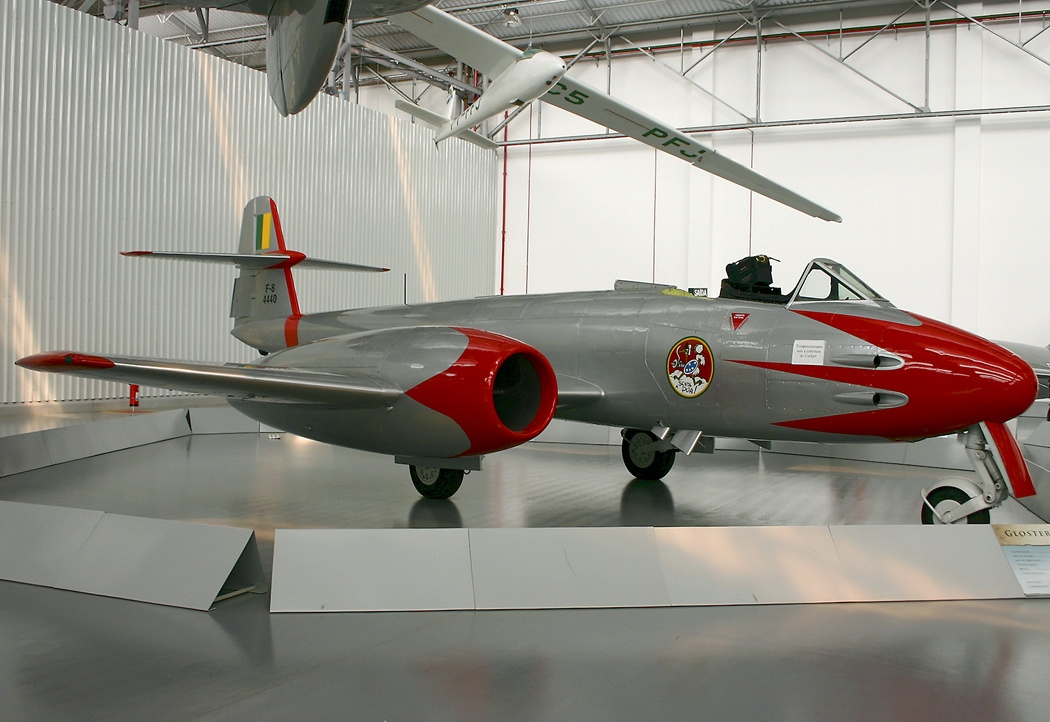
Een Gloster Meteor van de Braziliaanse luchtmacht in een museum. Binnen de Braziliaanse luchtmacht had het toestel de designatie "F-8".

Het roundel.

In 1941 werd een ministerie van Luchtvaart opgericht en werden de luchtstrijdkrachten van het leger en de marine samengevoegd. De nieuwe luchtmacht patrouilleerde vanaf medio 1942 boven de Atlantische oceaan en werd in 1944 als onderdeel van het Braziliaanse Expeditieleger naar het Italiaanse front gestuurd. In Italië werd vooral met de Amerikaanse P-47 Thunderbolt en onder Amerikaans commando gevlogen.
Na de Tweede Wereldoorlog kocht Brazilië Britse Gloster Meteor-straaljagers in ruil voor ruw katoen, aangezien het land geen geldreserve's had. Die werden midden jaren 1960 vervangen door Amerikaanse P-80's die op hun beurt werden vervangen door Mirage III's in 1972 en F-5's in 1975. Het toenmalige militaire bewind in Brazilië was westers georiënteerd en kon alzo goedkoop westerse toestellen bekomen.
In 1969 werd met Italiaanse medewerking vliegtuigbouwer Embraer opgericht om zelf vliegtuigen te ontwikkelen. Die bouwde voor de luchtmacht onder meer de AMX-jachtbommenwerper, het Tucano-lesvliegtuigje en het Super Tucano-aanvalsvliegtuig.
In 1990 begon de Braziliaanse overheid een grootschalig programma, SIVAM (Sistema de Vigilância da Amazônia), om de illegale exploitatie van het amazoneregenwoud tegen te gaan. Er werd een datanetwerk ontwikkeld met satellieten en radervliegtuigen. Sindsdien worden dagelijks patrouilles gevlogen boven het Amazonegebied. Later werden ook de gevechtsvliegtuigen op het systeem aangesloten zodat de piloten rechtstreeks toegang hebben tot alle informatie over een doelwit.
In 2005 kocht de Braziliaanse luchtmacht nog twaalf tweedehands-Mirage 2000's van de Franse luchtmacht. In dat jaar werden ook de oude Mirage III's uit dienst gehaald. In 2007 werd een competitie gehouden om een nieuw gevechtsvliegtuig te kiezen dat al de verouderde toestellen moest vervangen. Na jaren van vertraging werd eind 2013 de Zweedse Gripen NG gekozen.

## Structuur

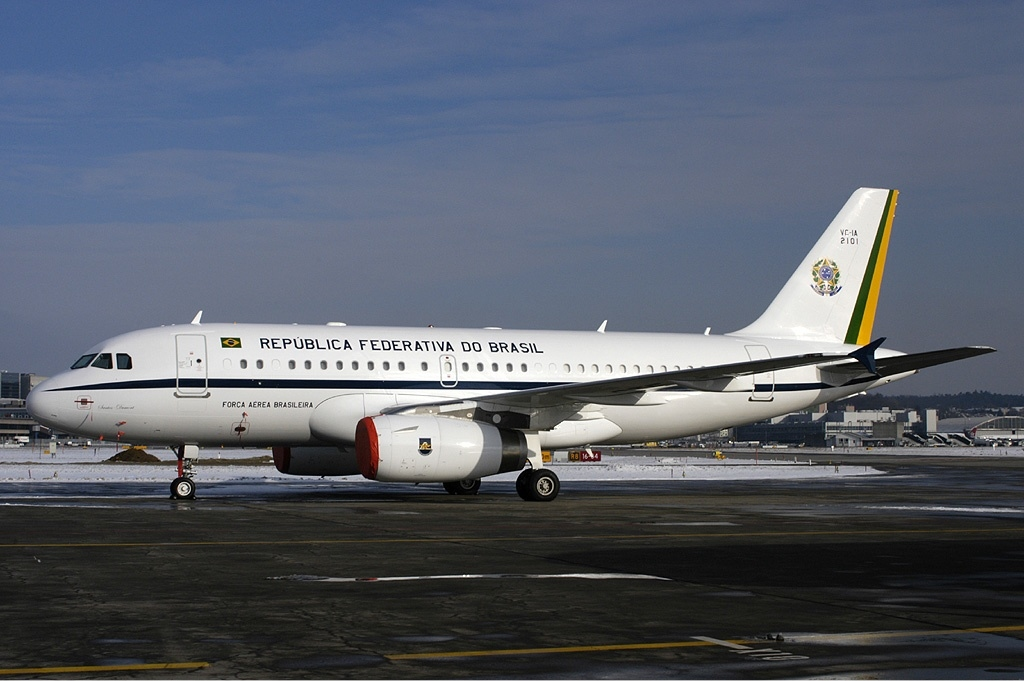
De Airbus A319CJ voor de buitenlandse reizen van de president. Dit toestel werd in 2005 aangeschaft.

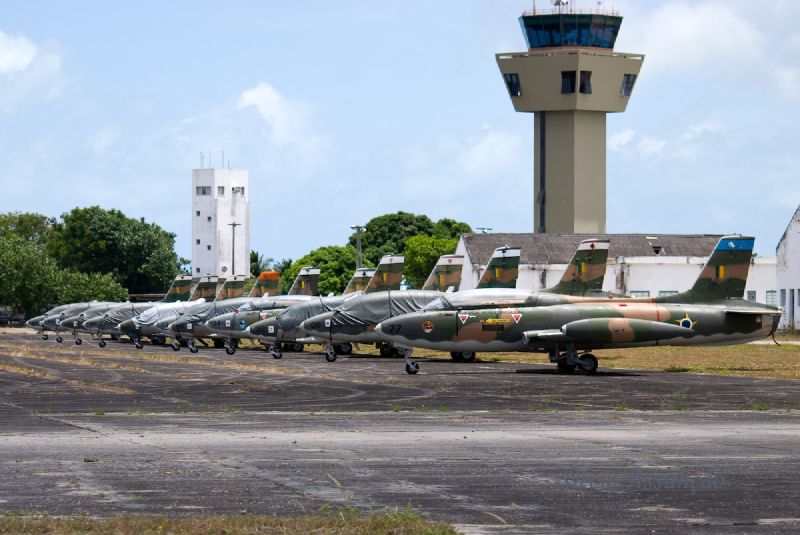
AMX'en geparkeerd op de luchtmachtbasis van Natal tijdens de regionale oefening Cruzex IV in 2008.

De luchtmacht is ingedeeld in vier operationele commando's:
- I FAE (opleiding)
- II FAE (zeepatrouille, search and rescue, helikoptertransport en marine-ondersteuning)
- III FAE (gevecht, aanval en verkenning)
- IV FAE (transport)

en zeven regionale commando's genummerd COMAR I tot COMAR VII die allen met lichtere transportvliegtuigen vliegen.
De toestellen zijn ingedeeld in groepen van één tot zestien smaldelen die doorgaans uit zes tot twaalf toestellen bestaan. Een groep behoort tot een van de volgende onderdelen:
- Luchtverdediging (gevechtsvliegtuigen)
- Transport (transportvliegtuigen en luchttankers)
- Luchtvaart (gevechts-, aanvals- en verkenningsvliegtuigen, search and rescue en helikopters)
- Gevechtsluchtvaart (gevechts- en aanvalsvliegtuigen)
- Troepentransport (transportvliegtuigen)
- Speciale vluchtinspectie
- Speciale testvluchten
- Speciaal transport (VIP-vliegtuigen)

## Inventaris

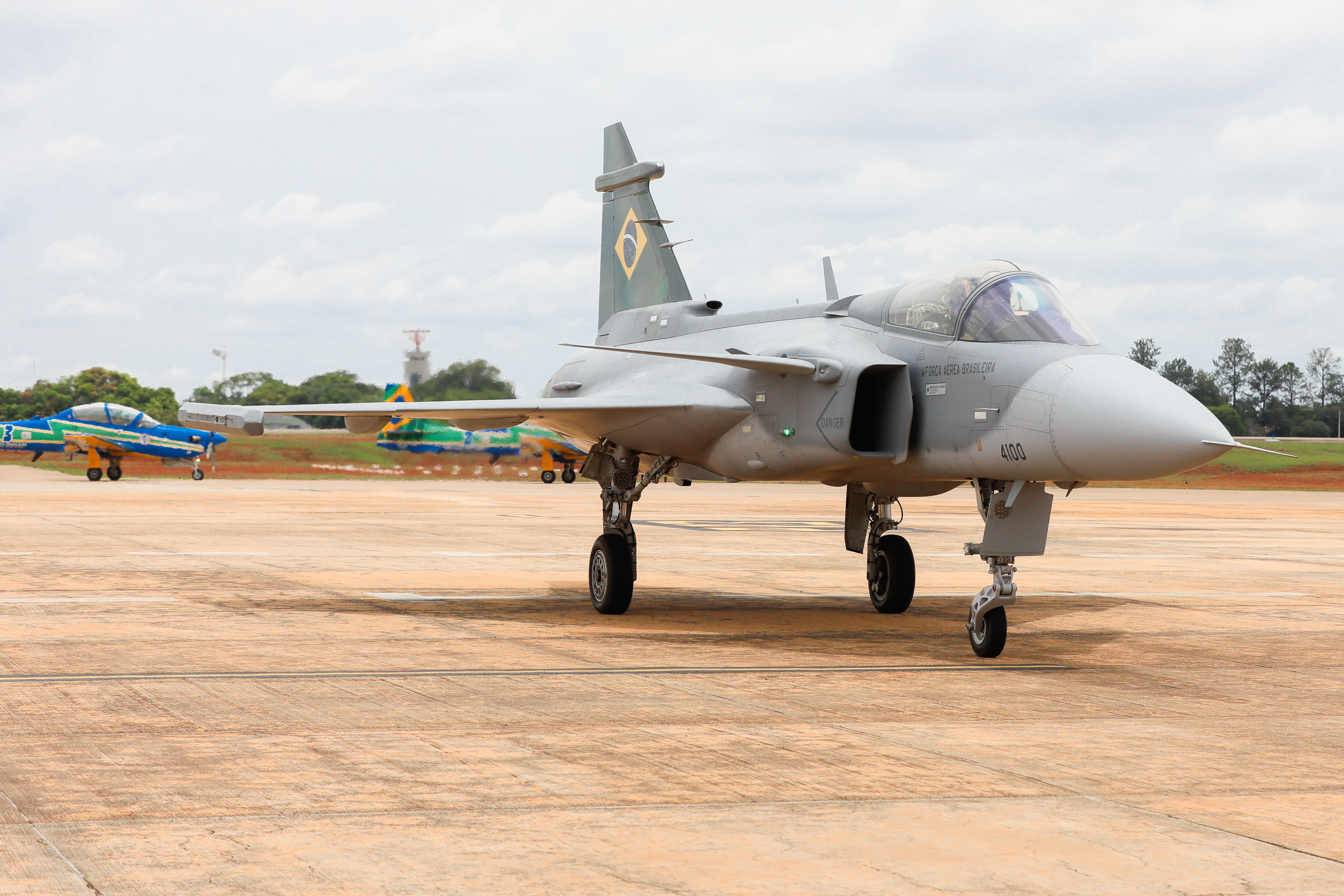
F-39 Gripen

### Vliegtuigen

#### Gevecht

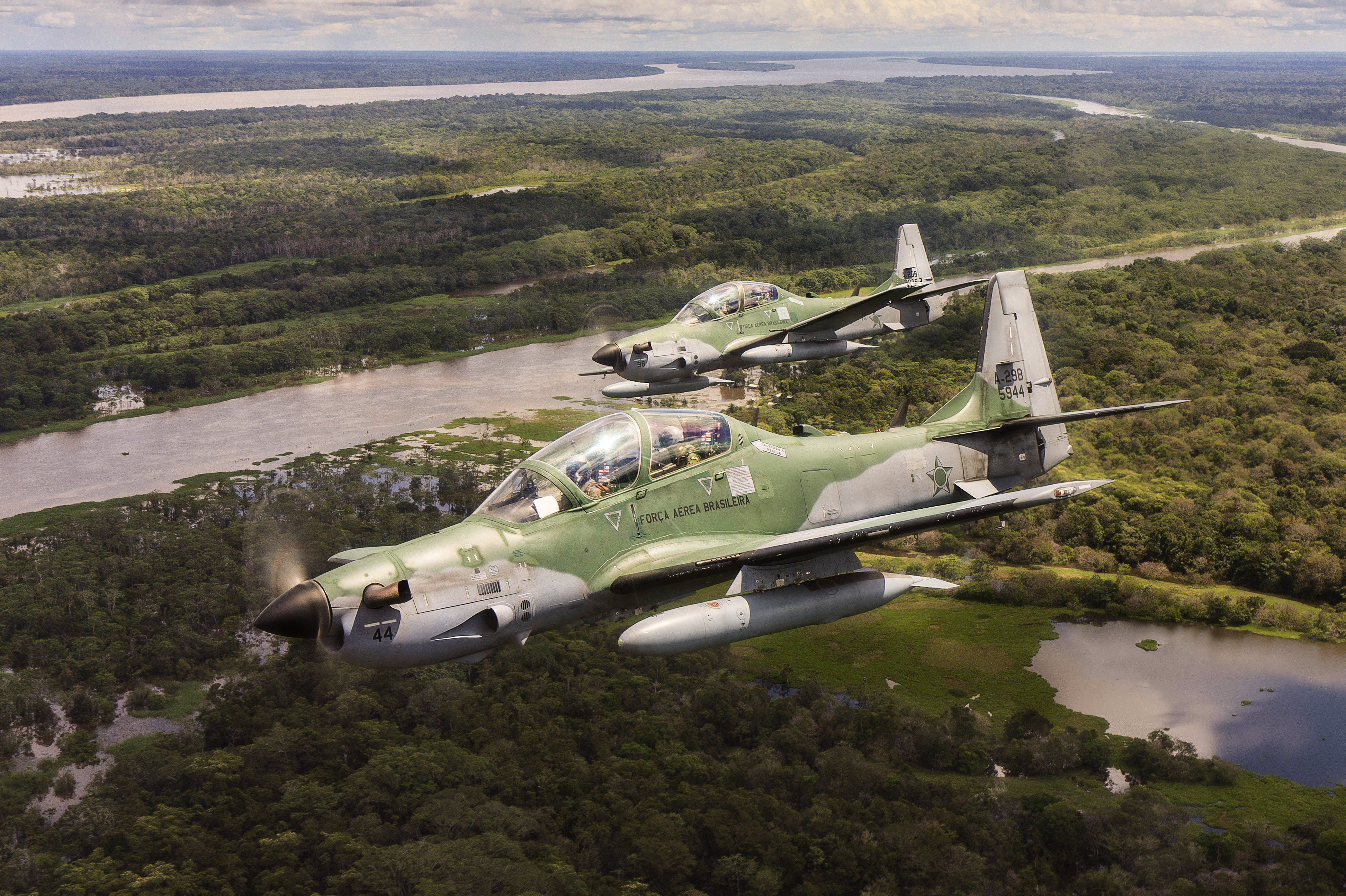
Twee Super Tucano's boven het amazonewoud.

- (36) ×  Saab JAS39 Gripen NG (besteld): worden tussen 2015 en 2023 geleverd en zullen de andere gevechtsvliegtuigen vervangen.
- 46 ×  Northrop F-5: worden tussen 2017 en 2030 uit dienst gehaald.
- 53 ×  AMX International AMX: grondaanval; worden tegen 2030 uit dienst gehaald.
- 99 ×  Embraer EMB-314 Super Tucano: propellorvliegtuig voor lichte grondaanval.

#### Transport

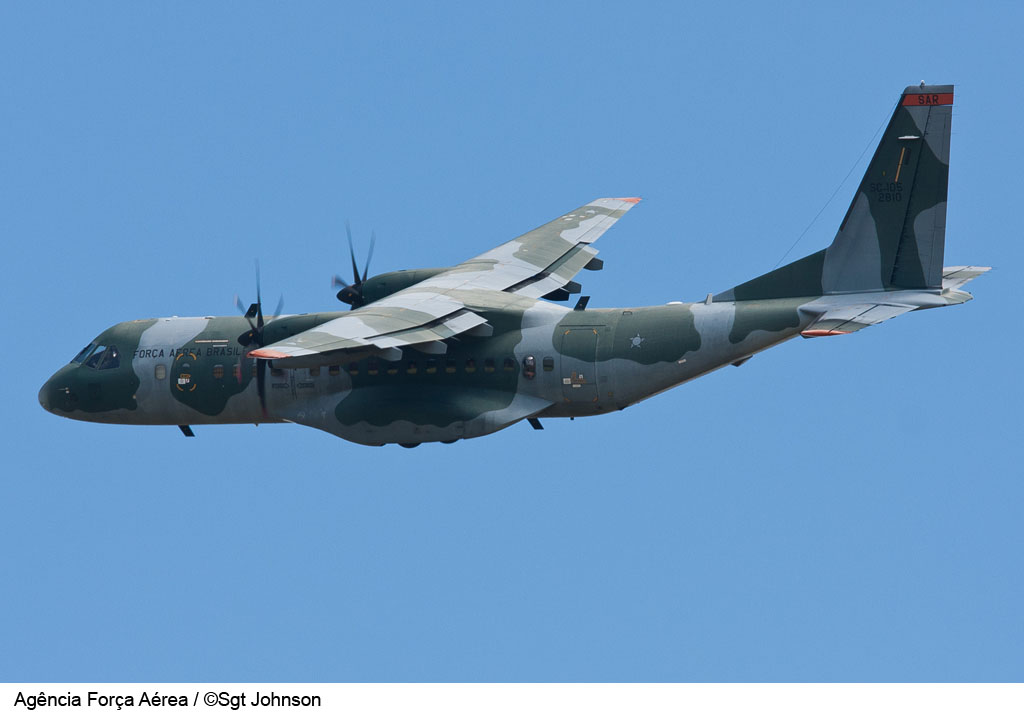
Een CASA C295.

- (2) ×  Boeing KC-767: in Israël omgebouwd tot tankvliegtuig; worden in 2014 geleverd.
- (28) ×  Embraer KC-390: tankvliegtuig en tactisch transport; worden in 2015 en 2016 geleverd.
- 21 ×  Lockheed C-130 Hercules: transport, tanker en search and rescue.
- 12 + (3) ×  CASA C295: transport en search and rescue.
- 54 ×  Embraer EMB 110 Bandeirante: patrouille, search and rescue en elektronische oorlogvoering.
- 34 ×  Cessna 208: licht transport; één toestel is verongelukt.
- 1 ×  Airbus A319: regeringsvliegtuig.
- 2 ×  Embraer 190: regeringsvliegtuig.
- 4 ×  Embraer Legacy 600: regeringsvliegtuig.
- 20 ×  Embraer EMB 120 Brasilia
- 7 ×  Embraer ERJ 145
- 13 ×  Embraer Sêneca
- 6 ×  Embraer EMB 121 Xingu

#### Opleiding
- 105 ×  Embraer EMB 312 Tucano: gaan in 2022 uit dienst.
- 57 ×  Neiva Universal: gaan in 2022 uit dienst.
- 4 ×  Embraer EMB 202 Ipanema: doelwittrekker.

#### Onbemand
- 4 ×  Elbit Hermes 450
- (1) ×  Elbit Hermes 900

#### Andere

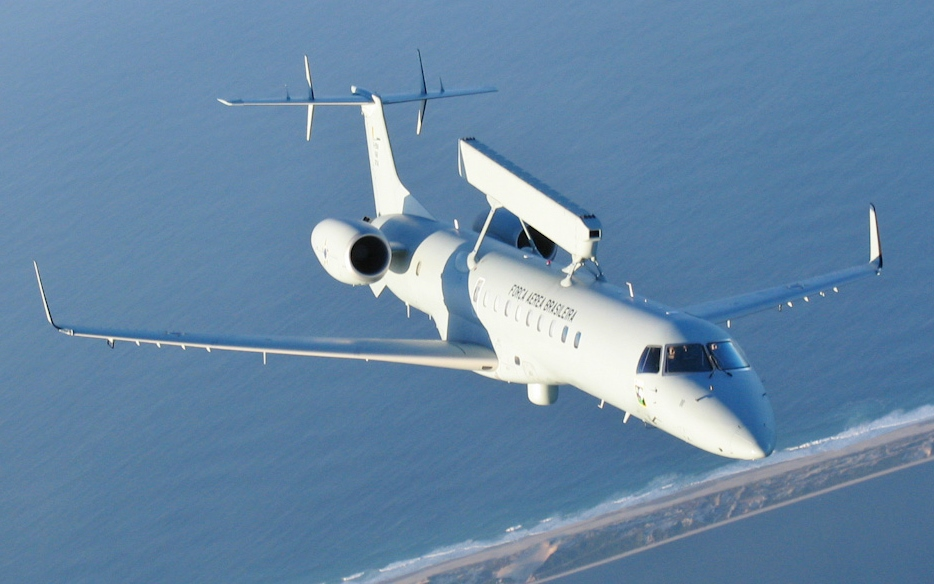
Een Embraer R-99.

- 8 ×  Embraer ERJ 145 AEW&C (R-99): radarvliegtuig met een radar van Saab.
- 9 ×  Lockheed P-3 Orion: zeepatrouille.
- 4 ×  Learjet 35: verkenning.
- (6) ×  Embraer Legacy 500: SIGINT.

### Helikopters
- 12 ×  Mil Mi-35: aanval.
- 16 ×  Sikorsky UH-60 Black Hawk: search and rescue.
- 9 ×  Eurocopter AS332 Super Puma: transport.
- 25 ×  Helibras HB-350B: opleiding.
- 33 ×  Bell UH-1 Iroquois: transport.
- 18 ×  Eurocopter EC725: transport en VIP-vervoer.
- 2 ×  Eurocopter EC-135: VIP-vervoer; in 2008 aangeschaft.